# Mythos

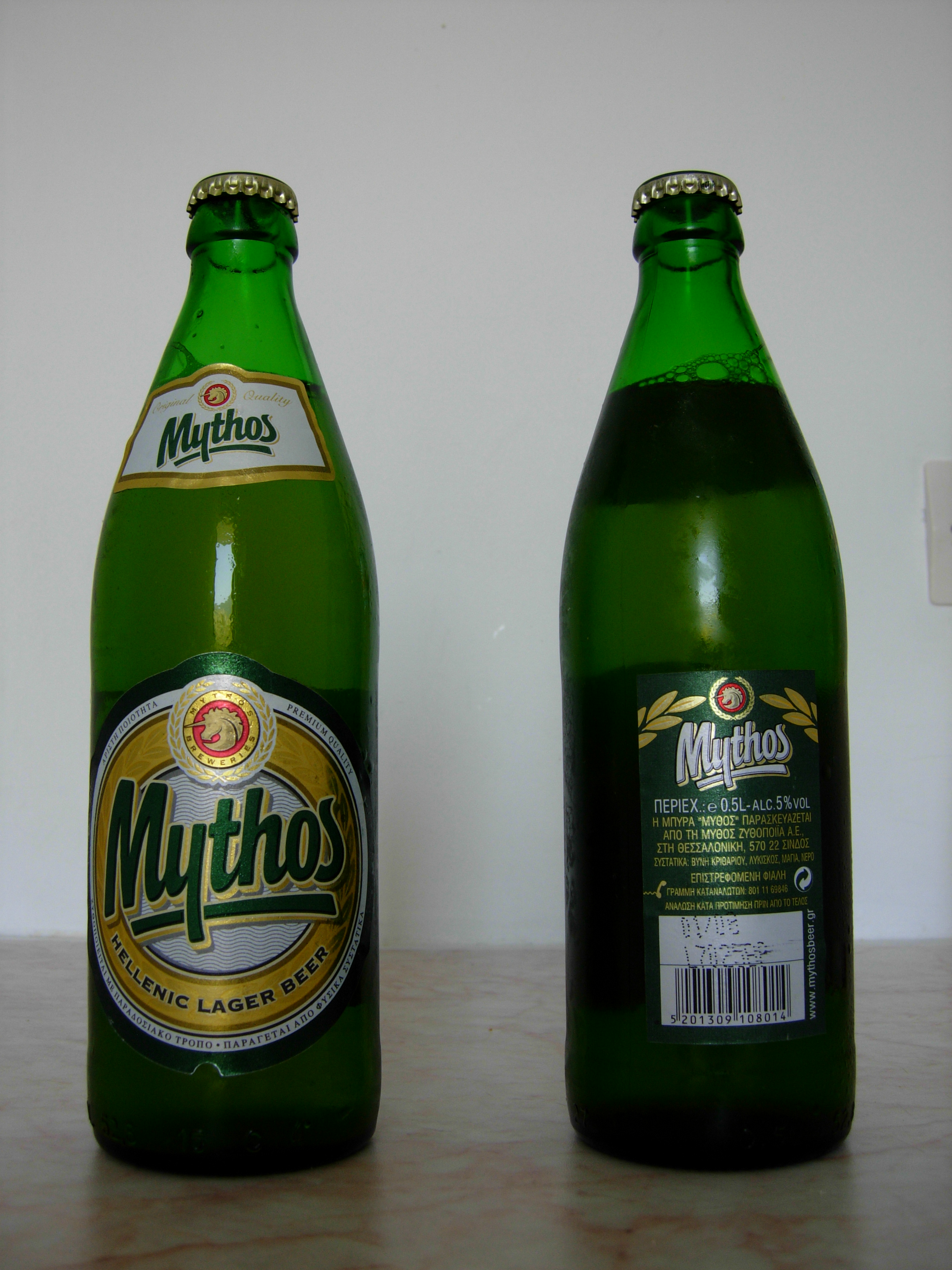

Mythos is een Grieks biermerk dat geproduceerd wordt door de Mythos brouwerij (Grieks: Μύθος Ζυθοποιία Α.Ε.) in Thessaloniki, een onderdeel van Carlsberg. Mythos wordt gebrouwen sinds 1997.
Er bestaan twee varianten. Naast Mythos, een lager met 5% alcohol, is er Mythos Red, een roodkleurig bier, eveneens van lage gisting, dat een halve procent zwaarder is en behalve water, mout, hop en gist ook glucosestroop bevat. Mythos wordt verkocht in een aantal Europese landen, de Verenigde Staten, Canada en Australië. In Griekenland is Mythos een van de populairste biermerken. 

## Andere merken
Andere merken die door de Mythos brouwerij geproduceerd of gedistribueerd worden zijn:
- Kaiser (pils)
- Foster's
- Guinness
- Kilkenny
- Henninger (lager)
- Bulmers Original (cider)